# Pallacanestro Varese
O Pallacanestro Varese, também conhecido por Openjobsmetis Varese por causa de seu patrocinador oficial , é um clube profissional de basquetebol da cidade de Varese, Lombardia, Itália. Embora Varese tenha cerca de 80 mil habitantes, é um dos maiores expoentes do basquete italiano, europeu e também historicamente do basquete mundial tendo conquistado vários títulos nestas esferas.
Entre os anos 1970 e 1979 o Pallacanestro Varese participou de dez finais consecutivas da Euroliga vencendo 5 delas. 

## História

### Os Primórdios
A fundação do Pallacanestro Varese data do ano de 1945, mas antes dessa época alguns atletas da "Societá Ginnastica Varesina" jogaram a partir de 1927 defendendo a "Cidade Jardim" (Como Varese é conhecida) nas cores Branco e Vermelho, que mais tarde se tornaram as cores do Pallacanestro Varese.
No ato da fundação em 1945 seu primeiro presidente foi Vincenzo Agusta e o primeiro técnico Enrico Garbosi também acumulava a função de jogador. Nesta mesma temporada foram campeões da Série B alcançando a promoção para a Série A. Em 1949 a agremiação chegou a sua primeira final onde ficou com o vice-campeonato. Em 1954 sob patrocínio da Storm teve pela primeira vez em seu nome a marca de um patrocinador.

### O Grande Ignis Varese
Em 1956, o empresário italiano Giovanni Borghi então presidente do clube decide atrelar sua marca Ignis ao Pallacanestro Varese e desse forma inaugura-se uma era de grandes conquistas. As cores do clube nesta época também foram mudadas para o Azul e Amarelo. Como Ignis Varesse, o clube  ganha reconhecimento internacional e sete títulos italianos (1961-1964, 1969, 1970, 1971, 1973 e 1974), quatro Copas da Itália (1969, 1970, 1971 e 1973), 3 Euroligas (1970, 1972 e 1973) e três Taça Intercontinental (1966, 1970 e 1973).

## Referencias
1. ↑  Main Sponsor pallacanestrovarese.it Visualizado em 31/01/2014
2. ↑  Estatística demo.istat.it visualizado em 31/01/2014